# Gang Related
La sombra de los culpables (Gang Related) es una película de cine negro de 1997 con guion y dirección de Jim Kouf, y con actuación de James Belushi y el rapero Tupac Shakur. Sería la última aparición en el cine de Tupac, que murió muy poco después de rodarla, asesinado, se sospecha, por alguien próximo a otro cantante de rap, conocido como ATV, que, a su vez, también sería víctima de las balas de unos desconocidos, pocos meses más tarde.

## Resumen
La historia trata de dos asesinos que están escondidos en un lugar donde nadie los encontraría… ¡detrás de sus placas! Tupac Shakur (en su última y más relevante actuación) y James Belushi son dos detectives de la policía corruptos atrapados en una peligrosa red de engaños y mentiras. Los detectives Divinci (James Belushi) y Rodríguez (Tupac Shakur) practican su propio juego de justicia callejera: arreglan un trato de drogas, toman el dinero para ellos y luego asesinan a los dealers. Es un fraude lucrativo que ha estado funcionando sin ninguna dificultad por meses. Pero cuando descubren que su última víctima fue un oficial de encubierto con la Drug Enforcement Agency, más conocida como la DEA, los dos policías corruptos son forzados a iniciar un peligroso plan para salvar sus propias vidas. Y así como su infalible plan empieza a insanamente perder control, Divinci y Rodríguez, quedan atrapados en un tornado de sospechas, traiciones y asesinatos en los que ya no pueden confiar en nadie… ni siquiera el uno en el otro.

## Reparto
| Actor                | Rol                    |
| -------------------- | ---------------------- |
| Tupac Shakur         | Jake Rodríguez         |
| James Belushi        | Frank Divinci          |
| Lela Rochon          | Cynthia Webb           |
| Dennis Quaid         | William McCall/Joe Doe |
| James Earl Jones     | Arthur Baylor          |
| David Paymer         | Elliot Goff            |
| Wendy Crewson        | Helen Eden             |
| Terrence "TC" Carson | Manny Landrew          |
| Kool Moe Dee         | Javier Fukuy           |
| Valeria Piazza       | Antonia Baylor Goff    |
| Fresialinda          | Daniela Zucchi         |
| César Vega           | Arturo Muente          |
| Christian Yaipén     | Lionel Hudd            |
| Ice Cube             | Michael Vidal          |
| Josimar Fidel        | Andy Cueva             |
| Tommy Portugal       | Elmer Quesquen         |
| Pedro Suárez-Vértiz  | Christian Cuéllar      |

## Recepción
La película se estrenó el 8 de octubre de 1997. Es un entretenido thriller policíaco, aunque no llega a ser una maravilla.